# Zora Rupena
Zora Rupena, patizansko ime Katja, slovenska učiteljica in partizanka, * 22. januar 1920, Mirna Peč, † 27. februar 1945, Mala vas pri Ormožu.

## Življenje in delo
Rodila se je v družini premožnega lesnega trgovca in gostilničarja, čigar rod izvira iz Vodic v Istri, tik ob južni slovenski meji, kot zadnja od petih otrok. Veliko otroških dni je preživela pri stricu v Trstu, njena starejša brata sta tam hodila v šolo. Družina je bila izobražena, veliko so brali. Po očetovi smrti leta 1930 je eno leto hodila v šolo na Otočcu. Po meščanski šoli v Novem mestu jo je mati skupaj s sestro Maro poslala na šolanje v kraljevsko gospodinjsko učiteljišče v Stari Futog pri Novem Sadu. Maturirala je z odliko leta 1940 v Prokuplju pri Nišu, kamor se je šola preselila. Službo je dobila v Mali Nedelji pri Ljutomeru, 1940/41 je vodila gospodinjski tečaj v Kuršincih, poučevala zgodovino, zemljepis, gospodinjstvo, risanje itd. Igrala je kitaro, pela v duetu in v zboru, režirala in nastopala v igri, bila dejavna v Društvu kmečkih fantov in deklet in pri Sokolu.
Zora se je ob začetku vojne umaknila domov in se vključila v odpor proti okupatorju kot članica OF in komunistične partije. Italijanski okupatorji so internirali njenega brata, ki je gospodaril na domačiji v Mirni Peči, knjige iz domače knjižnice pa zažgali na dvorišču. Zora se je aretaciji izognila. 1942 je odšla v partizane v Trebelno, 1943 na Primorsko, kjer je bila duša tamkajšnjega aktivizma: tajnica Slovenske protifašistične ženske zveze, članica Pokrajinskega odbora OF in urednica ženskega partizanskega časopisa Slovenka; o njeni uredniški zavzetosti je naklonjeno poročal France Bevk. Na Zboru odposlancev slovenskega naroda v Kočevju je bila izvoljena za članico SNOO. Spomladi 1944 se je udeležila drugega kongresa antifašistične mladine v Drvarju, kamor je slovenska delegacija prišla peš, tam obiskovala partijsko šolo in preživela nemški desant na Drvar. Nekaj časa se je zadrževala na osvobojenem ozemlju v Beli krajini. Poleti 1944 so jo poslali naproti Rdeči armadi na Štajersko; tam je bila tajnica komiteja SKOJ in članica komiteja KPS za Štajersko. Decembra se je zadrževala na odmaknjeni kmetiji pri Svetem Antonu (danes Mala vas pri Ormožu), v bližini svojega predvojnega službenega mesta.
Njena smrt je posledica tragičnega nesporazuma. Rafal je vanjo sprožil ruski oficir, nastanjen v isti hiši, ko ga je v šali prestrašila z nemškim ukazom. Malo pred tem je v partizanih padel tudi njen fant Niko. Pokopali so jo v bližnjem gozdu in na drevesa okoli vrezali črke njenega imena. Po vojni jo je svak Jože Florjančič z Otočca prepeljal s pokopališča v Ormožu, kamor so takoj po vojni prekopali njeno še popolnoma ohranjeno truplo, na pokopališče v Mirni Peči, kjer je pokopana v družinskem grobu. Družinsko izročilo pripoveduje, da se je po vojni pripeljal iz Zagreba Rus opravičit Zorini materi.
Po njej se je med letoma 1961 in 1992 imenovala šola v Novem mestu. Danes je pred šolo njen doprsni kip (avtor Stojan Batič). Njegova replika se nahaja tudi v notranjščini osnovne šole pri Svetem Tomažu, kamor so jo preneseli izpred šole. V Benediktu je Kulturno društvo Zore Rupena – Katje. Ker je bila zelo priljubljena, so v preteklosti po njej poimenovali piornirske odrede v Mariboru, pri Svetem Tomažu in v Bučkovcih, lovsko družino in zadrugo.